# Маневар (кратки филм)
„Маневар” је југословенски кратки филм из 1969. године. Режирао га је Стјепан Заниновић који је написао и сценарио.

## Улоге
| Глумац                   | Улога |
| ------------------------ | ----- |
| Стојан Столе Аранђеловић |       |
| Душан Ђурић              |       |
| Љубиша Јовановић         |       |
| Ранко Мијук              |       |
| Душан Вујисић            |       |